# Martin Nešpor
Martin Nešpor (ur. 5 czerwca 1990 w Pradze) – czeski piłkarz występujący na pozycji napastnika w czeskim klubie SK Benešov. Wychowanek czeskiego klubu Bohemians 1905, w trakcie kariery grał także w takich zespołach jak Mlada Boleslav, Spart Praga, Piast Gliwice, Zagłębie Lubin i Skënderbeu Korcza. Były reprezentant Czech do lat 21.